# Dosin, Slavuta
Dosin (în ucraineană Досін) este un sat în comuna Hannopil din raionul Slavuta, regiunea Hmelnîțkîi, Ucraina.

## Demografie
Componența lingvistică a localității Dosin
     Ucraineană (99,19%)
     Alte limbi (0,81%)
Conform recensământului din 2001, majoritatea populației localității Dosin era vorbitoare de ucraineană (99,19%), existând în minoritate și vorbitori de alte limbi.